# RFL Championship 1955-56
El Championship de 1955-56 fue la 61.º edición del torneo de rugby league más importante de Inglaterra.

## Formato
Las divisiones 1 y 2 fueron combinadas, enfrentándose a nivel de los condados de Lancashire y Yorkshire y posteriormente confeccionado una tabla global, esto provocó que los equipos enfrentaran una cantidad desigual de encuentros.
Posteriormente los cuatro mejores clasificados según el porcentaje de victorias clasificaron a las semifinales.
Se otorgaron 2 puntos por cada victoria, 1 por el empate y 0 por la derrota.

## Desarrollo

### Tabla de posiciones
| Pos. | Equipo               | Encuentros | Encuentros | Encuentros | Encuentros | Puntos | Porcentaje de triunfos |
| Pos. | Equipo               | PJ         | PG         | PE         | PP         | Puntos | Porcentaje de triunfos |
| ---- | -------------------- | ---------- | ---------- | ---------- | ---------- | ------ | ---------------------- |
| 1    | Warrington Wolves    | 34         | 27         | 1          | 6          | 55     | 80.88                  |
| 2    | Halifax RLFC         | 36         | 28         | 2          | 6          | 58     | 80.55                  |
| 3    | St Helens RFC        | 34         | 27         | 0          | 7          | 54     | 79.41                  |
| 4    | Hull FC              | 36         | 25         | 1          | 10         | 51     | 70.83                  |
| 5    | Wigan Warriors       | 34         | 22         | 2          | 10         | 46     | 67.64                  |
| 6    | Featherstone Rovers  | 36         | 23         | 2          | 11         | 48     | 66.66                  |
| 7    | Barrow Raiders       | 34         | 21         | 2          | 11         | 44     | 64.70                  |
| 8    | Bradford Northern    | 36         | 22         | 2          | 12         | 46     | 63.88                  |
| 9    | Oldham RLFC          | 34         | 20         | 0          | 14         | 40     | 58.82                  |
| 10   | Swinton Lions        | 34         | 19         | 2          | 13         | 40     | 58.82                  |
| 11   | Leigh Centurions     | 34         | 19         | 2          | 13         | 40     | 58.82                  |
| 12   | Leeds Rhinos         | 36         | 21         | 0          | 15         | 42     | 58.33                  |
| 13   | York FC              | 36         | 20         | 0          | 16         | 40     | 55.55                  |
| 14   | Huddersfield Giants  | 36         | 18         | 1          | 17         | 37     | 51.37                  |
| 15   | Workington Town      | 34         | 17         | 0          | 17         | 34     | 50.00                  |
| 16   | Keighley Cougars     | 36         | 18         | 0          | 18         | 38     | 50.00                  |
| 17   | Wakefield Trinity    | 36         | 17         | 0          | 19         | 34     | 47.22                  |
| 18   | Hunslet FC           | 36         | 17         | 0          | 19         | 34     | 47.22                  |
| 19   | Bramley RLFC         | 34         | 16         | 0          | 18         | 32     | 47.05                  |
| 20   | Rochdale Hornets     | 34         | 15         | 0          | 19         | 30     | 44.11                  |
| 21   | Whitehaven RLFC      | 34         | 14         | 1          | 19         | 29     | 42.64                  |
| 22   | Salford Red Devils   | 34         | 13         | 1          | 20         | 27     | 39.70                  |
| 23   | Widnes Vikings       | 34         | 11         | 0          | 23         | 22     | 32.35                  |
| 24   | Hull Kingston Rovers | 36         | 11         | 1          | 24         | 23     | 31.94                  |
| 25   | Doncaster RLFC       | 34         | 7          | 5          | 22         | 19     | 27.94                  |
| 26   | Blackpool Borough    | 34         | 9          | 0          | 25         | 18     | 26.47                  |
| 27   | Castleford Tigers    | 36         | 9          | 0          | 27         | 18     | 25.00                  |
| 28   | Liverpool Stanley    | 34         | 8          | 0          | 26         | 16     | 23.52                  |
| 29   | Dewsbury Rams        | 34         | 8          | 0          | 26         | 16     | 23.52                  |
| 30   | Batley Bulldogs      | 34         | 7          | 1          | 26         | 15     | 22.05                  |

|  | Clasificados a postemporada. |

### Postemporada

#### Semifinal
| 21 de abril de 1956 | Halifax RLFC | 23 - 8 | St Helens RFC |  |  |

| 21 de abril de 1956 | Warrington Wolves | 0 - 17 | Hull FC |  |  |

#### Final
| 12 de mayo de 1956 | Halifax RLFC | 9 - 10 | Hull FC | Maine Road, Mánchester |  |

| Bandera de Inglaterra |
| Campeón Hull FC       |
| Cuarto título         |